# 我妻広一
我妻 広一（あづま こういち、1966年10月24日 - ）は、元競輪選手。福島県郡山市出身。現役時は日本競輪選手会福島支部に所属。

## 来歴
学校法人石川高等学校在籍時の1984年、全国高等学校総合体育大会自転車競技大会・個人追抜で優勝。
日本大学在籍時、
- 1987年のアジア自転車競技選手権大会・個人追抜で優勝。
- 1988年、ソウルオリンピック・団体追抜に出場し15位。

その後、日本競輪学校第65期生（同期に、吉岡稔真、海田和裕、後閑信一らがいる）を経て、1990年4月7日、伊東温泉競輪場でデビュー（競走棄権）。初勝利は同年6月3日の熊本競輪場。
2012年3月31日の宇都宮競輪場第2R・A級チャレンジ一般戦7着を最後の競走とし、同年4月5日に選手登録消除。通算成績1916戦204勝。